# Jennifer Isler
Jennifer Isler (La Jolla, 1º dicembre 1963) è un'ex velista statunitense.
È ritenuta una pioniera della vela femminile tanto da essere stata la prima donna ad essere stata inserita nel 2005 nella "Hall of Fame" mondiale di vela e, dieci anni più tardi, in quella nazionale.

## Biografia
È sposata con Peter Isler, con cui ha due figlie. Insieme con il marito ha scritto il libro Sailing for Dummies.

## Carriera
Nel corso della sua attività sportiva, la velista statunitense si laureò campionessa mondiale nel 1991, vittoria grazie alla quale poté qualificarsi alle Olimpiadi disputatesi a Barcellona l'anno seguente. Concorrente nella classe 470, conquistò la medaglia di bronzo insieme alla collega Pamela Healy. Ancora nel 2000, si qualifica alle Olimpiadi di Sydney dove conquista un'altra medaglia, questa volta d'argento e in coppia con Sarah Glaser.

## Palmarès
| Anno | Manifestazione | Sede       | Evento | Risultato | Prestazione | Note |
| ---- | -------------- | ---------- | ------ | --------- | ----------- | ---- |
| 1991 | Mondiali       | Brisbane   | Vela   | Oro       |             |      |
| 1992 | Olimpiadi      | Barcellona | Vela   | Bronzo    |             |      |
| 2000 | Olimpiadi      | Sydney     | Vela   | Argento   |             |      |